# Maria Zambaco

Maria mit Cupid (1870)

Maria Theresia Zambaco (eigentlich Maria Theresia Cassavetti; * 29. April 1843 in London; † 14. Juli 1914 in Paris) war eine britische Bildhauerin, Modell und Muse der Präraffaeliten.

## Leben
Maria Theresia Cassavetti war die Tochter eines wohlhabenden Kaufmannes, der um 1830 aus Griechenland vor den Türken fliehen musste. Sie erhielt eine für die Zeit hervorragende Erziehung, lernte unter anderem Griechisch, Italienisch, Französisch, Literatur, Musik und Zeichnen. Zusammen mit ihren Cousinen, Marie Spartali und Aglaia Ionides, stand sie für James McNeill Whistler und Dante Gabriel Rossetti Modell. Sie verschreckte ihren ersten Bewunderer, George du Maurier, der ebenfalls Kunst in Paris studierte, und sie als 'unhöflich und unnahbar, aber mit großem Talent und eine wunderbare Schönheit' bezeichnete.
1860 heiratete Maria Theresia Cassavetti in London den Arzt Robert Zambaco und 1861 zogen beide nach Paris.  Sie trennte sich von ihrem Mann und kehrte mit ihren beiden Kindern 1866 nach England zurück. Ihre Mutter, eine Mäzenin der Künste, bestellte bei dem bekannten Maler Edward Burne-Jones (1833–1898) ein Porträtbild von ihrer Tochter.
Kurz darauf begann Maria mit Burne-Jones eine Liebesbeziehung. Im Januar 1869 fand Burnes Ehefrau Georgie einen an ihn gerichteten Brief in seiner Kleidung und er beendete die Affaire. Maria drohte ihm, sich mit Laudanum umzubringen, so dass ihre stürmische Beziehung in ihren Kreisen öffentlich wurde. In dieser Zeit entstanden eine Reihe von Bildern mit ihrem Gesicht, das Burne-Jones bis zu seinem Tode zur Obsession wurde.
In den 1880er Jahren begann Maria mit der Bildhauerei, zuerst  bei Alphonse Legros an der Royal Academy in London und danach in Paris, wo sie eine Schülerin von Auguste Rodin war.
Maria Zambaco starb am 14. Juli 1914 in Paris und wurde auf dem griechisch-orthodoxen Teil des West Nordwood Friedhofs bestattet. Der Name auf ihrem Grab lautet Maria Tepsithia Kassavetti.

## Modell (Auswahl)

The Lament (1866)
Porträt von Maria Zambaco, 1871
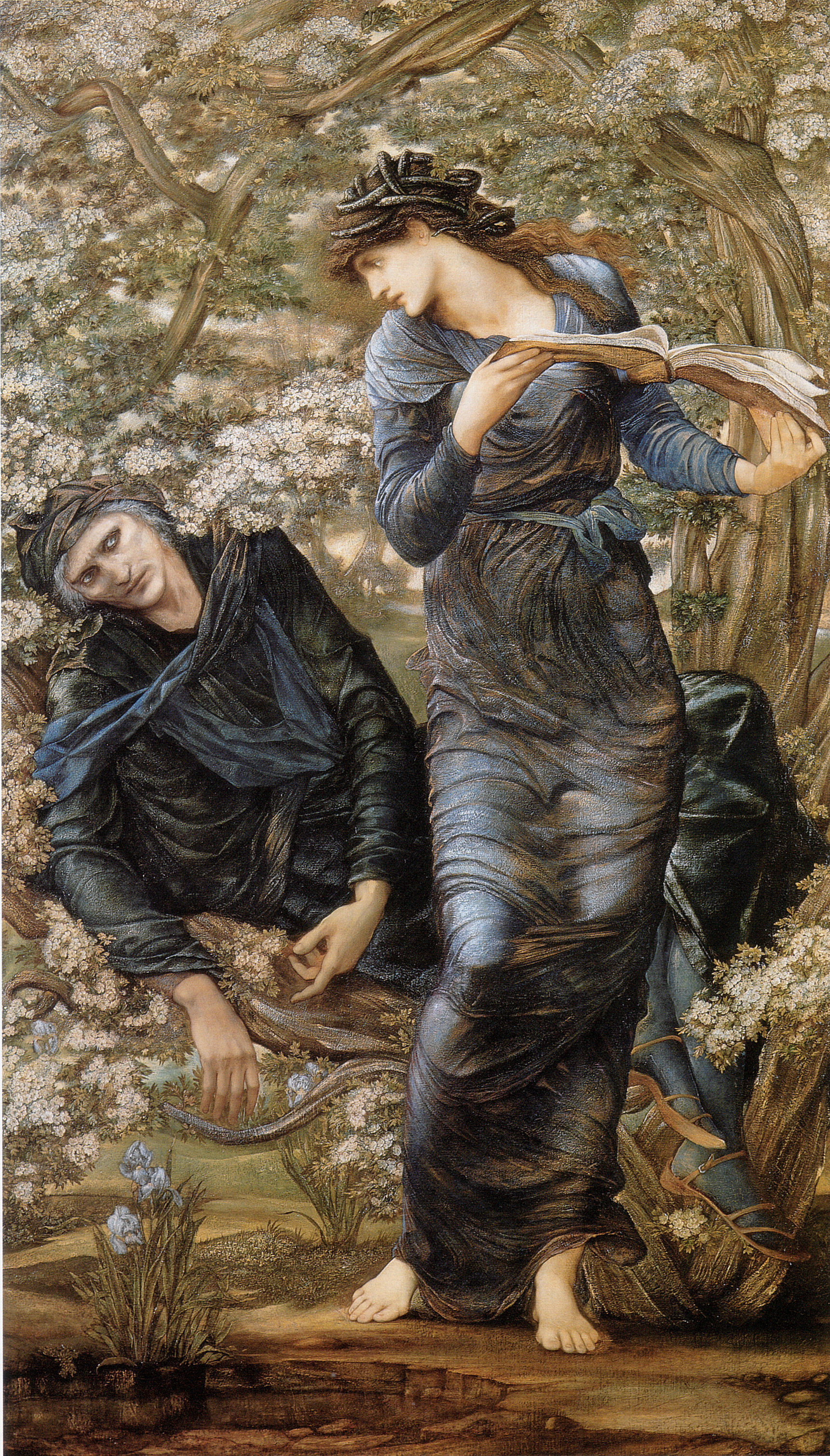
The Beguiling of Merlin, Öl auf Leinwand (1874)
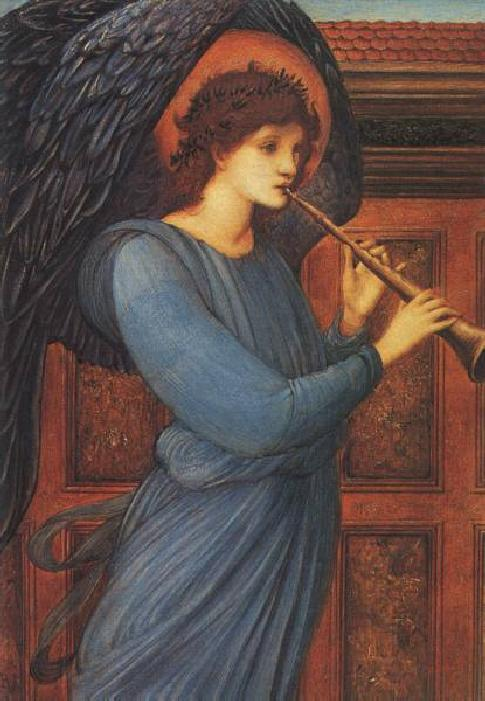
The Angel, Öl auf Leinwand (1881)